# Plukenetieae
Plukenetieae es una tribu de plantas perteneciente a la familia Euphorbiaceae. Comprende 3 subtribus y 13 géneros.
Subtribu Dalechampiinae
Dalechampia
Subtribu Plukenetiinae
Angostylis
Astrococcus
Plukenetia
Haematostemon
Romanoa
Subtribu Tragiinae
Acidoton
Cnesmone
Megistostigma
Pachystylidium
Platygyna
Sphaerostylis
Tragia
- Datos: Q7205297
- Multimedia: Plukenetieae / Q7205297
- Especies: Plukenetieae